# Hurricane Bay
Pour les articles homonymes, voir Splashwater Kingdom (homonymie).

Logo à l'époque Six Flags

Hurricane Bay est un parc aquatique américain rattaché au parc d'attractions Kentucky Kingdom. Il est situé à Louisville, dans le Kentucky.
Il ouvre pour sa première saison en 1992 sous le nom Hurricane Bay, en 2007 il est rebaptisé Six Flags Splashwater Kingdom. Resté à l'abandon durant quatre ans, Kentucky Kingdom bénéficie d'un financement de 43,5 millions de dollars pour être rénové et rouvrir en 2014. Ceci représente la plus grande expansion du domaine depuis son ouverture 25 ans plus tôt. Le parc aquatique reprend alors son nom Hurricane Bay,.
Le parc est composé de boutiques, aires de repos, terrasses mais surtout d’attractions aquatiques :
- Big Kahuna – Piscine à vagues (1992). Anciennement Big Surf Wave Pool
- Deluge Water Coaster – Premier toboggan aquatique au monde utilisant la technologie hydromagnétique de ProSlide (2007).
- Kids Cove – Aire de jeux aquatiques pour les enfants (2014).
- Lazy River – Rivière à courant artificiel (1993). Anciennement Castaway Creek
- Mega Wedgie – Bullet Bowl de ProSlide (2008).
- Mt. Slide Hai – Quatre toboggans nommés Voodoo Express, Forbidden Passage, Conquistador Canyon et Vanishing Falls (1993).
- Plummet Summit – Toboggan en bouées familial (2014).
- Splash Zone – Aire de jeux aquatiques familiale (1998). Anciennement Hook's Lagoon
- Speed Slide Complex – Deux toboggans nommés Deep Water Ride et Wave Runner (2014).
- Tornado – Une descente en bouées dans un immense entonnoir (2005).
- Wikiwiki Wai Slide Complex – Trois toboggans nommés Kilauea, Waikiki Wipe Out et Wailele Run (2014).